# Josef Pavlu
Josef Pavlu (* 23. April 1877 in Frankstadt, Mähren; † 1948 in Wien) war ein österreichischer Altphilologe. 
Pavlu arbeitete nach seinem Studium als Lehrer unter anderem am Landstraßer Gymnasium in Wien, an dem Ludwig Bieler zu seinen Schülern zählte.
Er zeichnete sich aus als Herausgeber, Kommentator und Übersetzer von Werken Platons. Seine wissenschaftlichen Untersuchungen zu den platonischen und pseudoplatonischen Dialogen werden bis heute rezipiert. Beispielsweise hielt Pavlu bereits 1909 den Dialog Kleitophon lediglich für die Schularbeit eines Peripatetikers und mithin für pseudoplatonisch. Die meisten Altphilologen haben sich dieser Ansicht angeschlossen.

## Schriften (Auswahl)
- Alcibiades prior quo iure vulgo tribuator Platoni. 1905
- Der pseudoplatonische Kleitophon. Jahresbericht des k.u.k. Gymnasiums. Znaim, 1909 Digitalisat
- Nachträge zur pseudo-platonischen Epinomis. 1938
- Auswahl aus Platon. Verschiedene Ausgaben 1930–1960
- Q. Horatii Flacci Opera. Wien 1929
- Platon Apologie. Wien 1930
- Platon Apologie und Kriton. Wien 1969
- Die pseudoplatonischen Zwillingsdialoge Minos und Hipparch. Wien 1910
- Die Abfassungszeit der pseudoplatonischen Epinomis. Wien 1937
- Die pseudoplatonischen Gespräche über Gerechtigkeit und Tugend. Dissertation Wien 1913